# Zoilo Pérez y García
Zoilo Pérez y García (f. 1893) fue un médico homeópata y político español, diputado a Cortes en el Sexenio Democrático y en la Restauración.

## Biografía
Médico y político español, fue vicepresidente de la Sociedad Hannemanhiana Matritense y diputado a Cortes, por primera vez en 1871 sustituyendo a Enrique Pérez de Guzmán por el distrito de Arenas de San Pedro y la segunda tras las elecciones de 1881, por el mismo distrito. Publicó varias obras médicas y políticas y fue redactor en Madrid de El Debate Médico (1861). Era de ideología liberal. Fallecido el 29 de junio de 1893 en Madrid, fue enterrado en el cementerio civil del Este.